# Masakacu Mijamoto
Masakacu Mijamoto (4. červenec 1938 – 7. květen 2002) je bývalý japonský fotbalista.

## Reprezentace
Masakacu Mijamoto odehrál 44 reprezentačních utkání. S japonskou reprezentací se zúčastnil letních olympijských her 1964, 1968.

## Statistiky
| Japonsko | Japonsko | Japonsko |
| Roky     | Záp.     | Góly     |
| -------- | -------- | -------- |
| 1958     | 1        | 0        |
| 1959     | 8        | 0        |
| 1960     | 1        | 0        |
| 1961     | 6        | 0        |
| 1962     | 7        | 0        |
| 1963     | 4        | 0        |
| 1964     | 1        | 0        |
| 1965     | 2        | 1        |
| 1966     | 5        | 0        |
| 1967     | 1        | 0        |
| 1968     | 2        | 0        |
| 1969     | 2        | 0        |
| 1970     | 0        | 0        |
| 1971     | 4        | 0        |
| Celkem   | 44       | 1        |